# USENIX
USENIX: Advanced Computing Systems Association (Asociace pokročilých výpočetních systémů) byla založena v roce 1975 pod názvem „Unix Users Group“ (Unixová skupina uživatelů). Hlavním důvodem byla snaha o zaměření se především na studium a vývoj Unixu a podobných systémů. V červnu 1977 právník ze společnosti AT & T informoval Unix Users Group, že nemohou používat slovo UNIX, jelikož šlo o ochranou známku společnosti Western Electric (patřili pod AT & T do roku 1995), což vedlo ke změně názvu na USENIX. Od té doby se USENIX rozrostl do uznávané organizace mezi odborníky, vývojáři a výzkumníky počítačových systémů.
USENIX začali jako technická organizace. Jak komerční zájem rostl, počet oddělených skupin začal také souběžně růst, především STUG, Software Tools Users Group, technické utility pro systémy podobné UNIXu a nástroje a rozhraní pro ne-Unixové operační systémy.
USENIX má speciální zájmové skupiny pro systémové administrátory, SAGE.
Sponzorují několik konferencí a seminářů ročně, například USENIX Symposium on Operating Systems Design and Implementation (OSDI), USENIX Annual Technical Conference, USENIX Security Symposium, USENIX Conference on File and Storage Technologies (FAST), Large Installation System Administration Conference (LISA).
Zakládajícím prezidentem USENIX byl Lou Katz.

## 2010–12
Následující osoby nastoupily do úřadu 21. června 2010:
- prezident: Clem Cole
- viceprezident: Margo Seltzer
- tajemník: Alva Couch
- pokladník: Brian Noble
- vedoucí: John Arrasjid, David Blank-Edelman, Matt Blaze, Niels Provos

## 2008–10
Následující osoby nastoupily do úřadu 25. června 2008:
- prezident: Clem Cole
- viceprezident: Margo Seltzer
- tajemník: Alva Couch
- pokladník: Brian Noble
- vedoucí: Matt Blaze, Rémy Evard, Niels Provos, Gerald Carter

## 2006–08
Následující osoby nastoupily do úřadu 1. června 2006:
- prezident: Mike Jones
- viceprezident: Clem Cole
- tajemník: Alva Couch
- pokladník: Theodore Ts'o
- vedoucí: Matt Blaze, Rémy Evard, Niels Provos, Margo Seltzer

## 2004–06
Následující osoby nastoupily do úřadu 27. června 2004:
- prezident: Mike Jones
- viceprezident: Clem Cole
- tajemník: Alva Couch
- pokladník: Theodore Ts'o, Jon „maddog“ Hall, Geoff Halprin, Marshall Kirk McKusick

## 2002–04
- prezident: Marshall Kirk McKusick
- viceprezident: Michael B. Jones
- tajemník: Peter Honeyman
- pokladník: Lois Bennett
- vedoucí: Tina Darmohray, John Gilmore, Jon „maddog“ Hall, Avi Rubin

## Ocenění USENIXu za celoživotní přínos
Toto ocenění, také nazývané „Flame“ se vyhlašuje každoročně od roku 1993.
- 2011 Dan Geer
- 2010 Ward Cunningham
- 2009 Gerald J. Popek
- 2008 Andrew S. Tanenbaum
- 2007 Peter Honeyman
- 2006 Radia Perlman
- 2005 Michael Stonebraker
- 2004 M. Douglas McIlroy
- 2003 Rick Adams
- 2002 James Gosling
- 2001 The GNU Project and all its contributors
- 2000 W. Richard Stevens
- 1999 „The X Window System Community at Large“
- 1998 Tim Berners-Lee
- 1997 Brian W. Kernighan
- 1996 The Software Tools Project
- 1995 The Creation of USENET by Jim Ellis and Tom Truscott
- 1994 Networking Technologies
- 1993 Berkeley UNIX